# Bactrosaurus
Bactrosaurus ("ödlar från Baktrien") är släkt en art av dinosaurier hadrosauroider ornithopoder en lambeosaurin som levde under yngre krita i det som 70 miljoner år sedan idag är östra Asien. 